# Brezová pod Bradlom
Brezová pod Bradlom (njem. Birkenhain, mađ. Berezó) je grad u zapadnoj Slovačkoj u Trenčinskom kraju. Grad upravno pripada Okrugu Myjava.

## Zemljopis
Grad se nalazi oko 23 km istočno od Senice i 12 km južno od središta okruga Myjave na sjevernim obroncima Malih Karpata. 

## Povijest
Gradić se prvi put spominje 1263. godine.  Naselje je trajno naseljeno u 15. stoljeću ili u prvoj polovici 16. stoljeća. Brezová pod Bradlom status grada je dobila 1709. a status je potvrđen 1966. godine.

## Stanovništvo
| Godina:     | 1993. | 2003.   | 2013.   | 2023.   |
| ----------- | ----- | ------- | ------- | ------- |
| Broj ljudi: | 5598  | 5493    | 5041    | 4607    |
| Razlika:    |       | -1,87 % | -8,22 % | -8,60 % |

| Godina:     | 2022. | 2023.   |
| ----------- | ----- | ------- |
| Broj ljudi: | 4657  | 4607    |
| Razlika:    |       | -1,07 % |

Po popisu stanovništva iz 2021. godine grad je imao 4648 stanovnika. Po popisu stanovništva u gradu živi najviše Slovaka.
- Slovaci 93,5 %
- Česi 0,7 %

Prema vjeroispovijesti najviše ima luterana 33,5 %, rimokatolika 18,3 % i ateista 39,9 %.

## Vanjske poveznice
- Službena stranica grada

### Ostali projekti
|  | Zajednički poslužitelj ima još gradiva o temi Brezová pod Bradlom |